# Bellefontaine (Toulouse)
Pour les articles homonymes, voir Bellefontaine.
Bellefontaine (en occitan Belafont) est l'un des trois quartiers composant l'ensemble du Mirail dans la ville de Toulouse.

## Géographie
Le quartier est délimité par l'avenue du Général-Eisenhower au sud, la route de Seysses à l'est et l'avenue de Reynerie au nord.
Il est situé au sud de l'ensemble du Mirail et le quartier de la Reynerie est à son nord.

## Aménagement urbain
Les HLM occupent la majeure partie du domaine d'habitation du quartier; Le modèle dit de "Candilis" est retenu caractérisé par des parkings en sous-sol recouverts d'une dalle bétonnée supportant des immeubles de hauteur variable, notamment en forme de tripode de neuf étages coupés par des étages de coursives.
Il est intégré au sein du quartier prioritaire « Grand Mirail ».

## Voies de communications et transports

### Transports en commun
Le quartier dispose d'une station de métro attitrée depuis 1993. Les lignes de bus 12 et 14 desservent le quartier.
- Bellefontaine
  - 14

### Axes routiers
L'avenue du Général-Eisenhower et la route de Seysses qui entourent le quartier constituent deux artères importantes.

## Économie
Le mercredi 13 août 2025, au beau milieu de la canicule d'août 2025, tout le quartier Bellefontaine s'est retrouvé privé d'électricité, touchhant jusqu'à 2 600 usagers.